# Episteira colligata
Episteira colligata är en fjärilsart som beskrevs av W. Warren 1899. Episteira colligata ingår i släktet Episteira och familjen mätare. Inga underarter finns listade i Catalogue of Life.